# Skallerud-Norra Ask
Skallerud-Norra Ask var till 2000 en av SCB avgränsad och namnsatt småort i Grums kommun. Den omfattade bebyggelse i Skallerud och Norra Ask i Grums socken. Invånarantalet uppmättes år 2000 till 52 stycken individer. Efter statusen som småort upphörde finns det inte någon bebyggelseenhet med detta namn.